# Robert Buron
Robert Albert Gaston Buron, född 27 februari 1910 i Paris, död där 28 april 1973, var en fransk politiker.
Han var borgmästare i Laval, Mayenne (1971–1973); ett gymnasium uppkallades efter honom i Laval. 
Innan dess var han bland annat ledamot i Frankrikes nationalförsamling i Finansminister (1955).